# おおい町立名田庄小学校
おおい町立名田庄小学校（おおいちょうりつ なたしょう しょうがっこう）は、福井県大飯郡おおい町名田庄小倉にある公立小学校である。

## 概要
本校は、旧遠敷郡名田庄村区域のほぼ中心部に位置し、二級河川南川に隣接し、南北を山に囲まれた自然豊かな環境にある、旧名田庄村唯一の小学校であった。
2006年（平成18年）3月3日に、名田庄村が大飯町との市町村合併によりおおい町となったことから、同時に「おおい町立名田庄小学校」となった。

## 沿革
- 1976年（昭和51年）4月：知三小学校、出合小学校、奥名田小学校、坂本小学校、納田終小学校を統合し開校。出合小学校は分校として存続。
- 1978年（昭和53年）4月：出合分校休校。
- 1988年（昭和63年）3月：出合分校廃校。
- 2006年（平成18年）3月3日：町村合併により「おおい町立名田庄小学校」となる。

## 周辺
- 国道162号
- 南川
- おおい町立名田庄中学校
- おおい町立名田庄保育所
- おおい町役場名田庄総合事務所

## 著名な卒業生
- 早川翼（陸上競技選手）